# Arkys gracilis
Arkys gracilis är en spindelart som beskrevs av Stefan Heimer 1984. Arkys gracilis ingår i släktet Arkys och familjen hjulspindlar.
Artens utbredningsområde är Queensland. Inga underarter finns listade i Catalogue of Life.